# Dariusz Ziółek
Dariusz Witold Ziółek – polski instrumentalista, doktor habilitowany sztuk muzycznych.

## Życiorys
W 1991 r. ukończył studia wychowania muzycznego na Uniwersytecie Śląskim w Katowicach, w 2014 r. obronił pracę doktorską pt. Możliwości sonorystyczne gitary basowej a współczesne techniki wykonawcze na przykładzie kompozycji własnych, której promotorem był prof. Bernard Maseli, w 2018 r. habilitował się na podstawie pracy zatytułowanej CD Dialog. 
Został pracownikiem naukowym w Instytucie Muzyki, Kolegium Nauk Humanistycznych Uniwersytetu Rzeszowskiego.